# Jeremy Morgan
Pour les articles homonymes, voir Jeremy et Morgan.
Jeremy Morgan, né le 8 mai 1995 à Coralville, en Iowa, est un joueur américain de basket-ball évoluant aux postes d'arrière et d'ailier.

## Biographie

### Carrière universitaire
Entre 2013 et 2017, il joue pour les Panthers de Northern Iowa à l'université du Nord de l'Iowa.

### Carrière professionnelle

#### Hustle de Memphis (2017-2018)
Le 22 juin 2017, automatiquement éligible à la draft 2017 de la NBA, il n'est pas sélectionné.
Le 9 juillet 2017, il signe un contrat avec les Grizzlies de Memphis. En juillet 2017, il participe à la NBA Summer League de Las Vegas avec les Grizzlies de Memphis. Le 5 octobre, il est libéré de son contrat.
Le 22 octobre 2017, il rejoint le Hustle de Memphis, l'équipe de G-League affiliée aux Grizzlies.

#### Kouvot (2018-2019)
Durant l'été 2018, il signe avec l'équipe finlandaise de Kouvot (en).

#### Crailsheim Merlins (2019-2020)
Durant l'été 2019, il signe avec l'équipe allemande des Crailsheim Merlins (en).

#### Dolomiti Energia Trento (2020-2021)
Le 4 juillet 2020, il signe avec l'équipe italienne de Dolomiti Energia Trento.

#### Telekom Baskets Bonn (2021-2023)
Le 3 août 2021, il signe avec l'équipe allemande du Telekom Baskets Bonn.
Le 20 juillet 2022, Morgan prolonge son contrat avec Bonn.
Il remporte la ligue des champions 2022-2023 avec Bonn.

#### JL Bourg-en-Bresse (2023-2024)
Le 5 juillet 2023, il signe un contrat avec l'équipe française de la JL Bourg-en-Bresse.

#### Paris Basketball (depuis 2025)
En juillet 2025, Morgan s'engage avec le Paris Basketball.

## Palmarès

### Universitaire
- NABC All-District (16) First Team en 2017
- MVC All-Conference Second Team en 2017
- MVC All-Conference Honorable Mention en 2016
- MVC All-Tournament Team en 2016
- 2× MVC All-Defensive Team en 2016 et 2017
- MVC All-Freshman Team en 2014

### En club
- Vainqueur de la ligue des champions en 2023

## Statistiques

### Universitaires
Les statistiques de Jeremy Morgan en matchs universitaires sont les suivantes :
| Saison    | Équipe        | Matchs | Titul. | Min./m | % Tir | % 3pts | % LF | Rbds/m. | Pass/m. | Int/m. | Ctr/m. | Pts/m. |
| --------- | ------------- | ------ | ------ | ------ | ----- | ------ | ---- | ------- | ------- | ------ | ------ | ------ |
| 2013-2014 | Northern Iowa | 31     | 10     | 21,9   | 42,2  | 35,6   | 77,4 | 2,71    | 1,39    | 0,58   | 0,48   | 6,00   |
| 2014-2015 | Northern Iowa | 35     | 35     | 23,5   | 42,4  | 33,3   | 73,1 | 3,09    | 0,86    | 1,14   | 0,54   | 5,63   |
| 2015-2016 | Northern Iowa | 36     | 36     | 32,2   | 48,5  | 40,7   | 80,5 | 5,25    | 2,31    | 1,94   | 0,89   | 11,25  |
| 2016-2017 | Northern Iowa | 29     | 29     | 34,8   | 40,1  | 35,5   | 78,4 | 5,83    | 2,72    | 1,76   | 1,14   | 14,83  |
| Carrière  | Carrière      | 131    | 110    | 28,0   | 43,3  | 36,4   | 78,2 | 4,20    | 1,79    | 1,37   | 0,76   | 9,30   |